# Santiago (Capo Verde)
Santiago (portoghese per "San Giacomo"), o Santiagu nel creolo capoverdiano, è la più grande isola dello Stato-arcipelago di Capo Verde.
È il più importante centro agricolo del paese e ospita oltre metà della popolazione totale dell'arcipelago (circa 240.000 persone).
L'isola è lunga 75 km da nord a sud e larga 35 km da est a ovest, per un'area complessiva di 991 km². Vi si trova la catena montuosa di Serra de Malagueta, e il punto più elevato dell'isola è Pico da Antónia (1.394 m).
Santiago si trova fra le isole di Maio (40 km a ovest) e Fogo (50 km a est), e appartiene al gruppo delle Ilhas do Sotavento ("isole sottovento"). Fu la prima isola dell'arcipelago a essere colonizzata, e vi si trova il più antico insediamento del paese, Cidade Velha (fondata nel 1462 col nome di Ribeira Grande). Si trovano a Santiago anche la capitale di Capo Verde, Praia, e uno dei tre aeroporti internazionali, il Nelson Mandela.
Oltre a Praia, si trovano a Santiago diverse altre cittadine, fra cui Cidade Velha (in passato capitale di Capo Verde), Assomada e Tarrafal.
Le principali attività economiche dell'isola sono l'agricoltura (si producono mais, canna da zucchero, banane, caffè e manghi), il turismo, la pesca e l'industria manifatturiera.
Fino all'indipendenza (1975) a Tarrafal vi era la famigerata prigione politica portoghese gestita dalla PIDE.

## Geografia antropica

### Suddivisioni amministrative
L'isola è suddivisa in 9 contee:
- Praia
- Ribeira Grande de Santiago
- Santa Catarina
- Santa Cruz
- São Domingos
- São Lourenço dos Órgãos
- São Miguel
- São Salvador do Mundo
- Tarrafal